# Église Saint-Léger de Saint-Maixent-l'École
Pour les articles homonymes, voir Église Saint-Léger.
L'église Saint-Léger est une ancienne église catholique située à Saint-Maixent-l'École, en France.

## Localisation
L'église est située dans le département français des Deux-Sèvres, sur la commune de Saint-Maixent-l'École.

## Historique

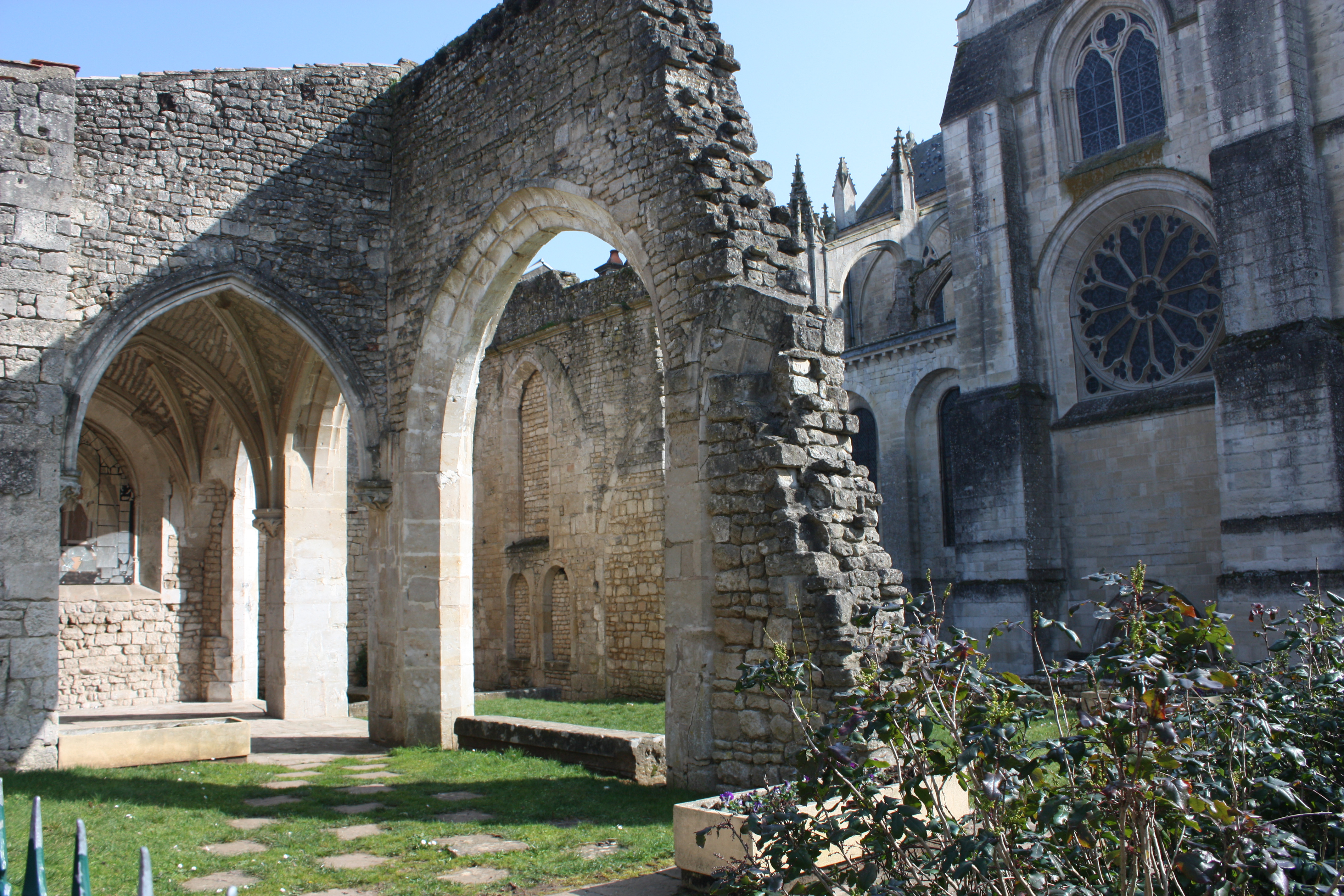
Crypte de Saint-Léger.

Le moine Agapit fonde un monastère dédiée à saint Saturnin dans la province d’Aquitaine seconde en 459. Adjutor ou Maxentius en devient l'abbé vers 480. Il a donné son nom à la ville. Vers 651 l'évêque de Poitiers, Dido ou Didon, y installe son neveu, Léger qui en devient abbé. Il est appelé à la cour par Bathilde, veuve de Clovis II, comme précepteur des enfants royaux. Il est élu évêque d'Autun en 662. Il entre en conflit avec le maire du palais de Neustrie Ébroïn. Ce dernier fait le siège d'Autun en 676. Léger choisit alors de se rendre. Ébroïn l'aurait fait mettre à mort dans une forêt de l'Artois en 678 ou 679. Il est déclaré saint par un concile d'évêques en 681. Le nouvel évêque de Poitiers, Ansoald, demande que les restes de Léger soient transférés à l'abbaye Saint-Saturnin dès 681. L'église construite pour recevoir les reliques de saint Léger placés dans une crypte est dédicacée le 30 octobre 684 sous l’abbatiat d’Audulfe.
La crypte a été condamnée au XVIIe siècle.
L'église est devenue paroissiale puis un temple protestant après la Révolution. L'église a été en grande partie démolie. Il en reste une chapelle gothique et la crypte du VIIe siècle qui a été redécouverte en 1875 par Alfred Richard, archiviste de la Vienne.

## Protection
L'édifice est classé au titre des monuments historiques en 1879.